# Мзузу
11°27′ пд. ш. 33°35′ сх. д. / 11.450° пд. ш. 33.583° сх. д.
Мзу́зу (англ. Mzuzu City) — місто, центральний населений пункт та адміністративний центр Північного регіону Малаві.
Третє за величиною місто в Малаві. Знаходиться в центрі сільськогосподарського регіону, на територіях навколо міста вирощується чай, кава та каучуконоси. На південь від міста знаходить ліс Віф'я, найбільший в Африці рукотворний ліс. У місті розташований аеропорт Мзузу, університет Мзузу, заснований у 1994 році і Центральний госпіталь Мзузу, один з чотирьох подібних госпіталів у країні.

## Населення
Населення — 221272 особи (2018; 127539 у 2008, 86980 у 1998, 44217 у 1987, 16108 у 1977).
Національний склад:
- тумбука — 51,5 %
- чева — 13,5 %
- нгоні — 8,1 %
- яо — 3,6 %
- ломве — 3,5 %
- сена — 0,7 %
- манганджа — 0,4 %
- інші — 18,7 %